# 아나 데 나디에
《아나 데 나디에》(스페인어: Ana de nadie)는 2023년 방영된 콜롬비아의 텔레노벨라이다.